# La Quar
La Quar est une commune d'Espagne dans la communauté autonome de Catalogne, province de Barcelone, de la comarque de Berguedà